# (139775) 2001 QG298
(139775) 2001 QG298 – jedna z planetoid transneptunowych z pasa Kuipera.

## Odkrycie
Planetoida została odkryta 19 sierpnia 2001 w Międzyamerykańskim Obserwatorium Cerro Tololo przez Marca Buie. Nazwa planetoidy jest oznaczeniem tymczasowym.

## Orbita
Orbita (139775) 2001 QG298 jest nachylona do płaszczyzny ekliptyki pod kątem 6,5°. Na jeden obieg wokół Słońca ciało to potrzebuje blisko 246 lat, krążąc w średniej odległości 39,24 j.a. od Słońca.

## Właściwości fizyczne
Jego jasność absolutna wynosi 7,2m. Obiekt ten rotuje w czasie około 13 godzin i 46 minut.

## Podwójna planetoida
W trakcie obserwacji planetoidy w latach 2002−2003 za pomocą 2,2 m teleskopu należącego do Uniwersytetu Hawajskiego i 10 m teleskopu Keck I, Scott Sheppard i David Jewitt zauważyli wyjątkowe zmiany jasności tego obiektu. Co 6 godzin 53 min i 24 sekundy jasność obiektu zmieniała się o szczególnie dużą wartość 1,14 mag. W czasie obserwacji nie stwierdzono zmian koloru obiektu, co wskazuje na to, że zmiany te nie są wywołane kontrastem jasnych i ciemnych plam na powierzchni planetoidy. Układ ten jest pierwszym kontaktowym układem podwójnym poznanym w pasie Kuipera. Drugi składnik otrzymał nazwę tymczasową S/2004 (139775) 1, jego wymiary ocenia się na 260×205×185?, okres obiegu wynosi 6 godzin i 53 minuty, a odległość między składnikami w przybliżeniu na 240 km.